# Nelsinho Baptista
Nelsinho Baptista (sinh ngày 22 tháng 7 năm 1950) là một huấn luyện viên và cựu cầu thủ bóng đá người Brasil.

## Sự nghiệp Huấn luyện viên
Nelsinho Baptista đã dẫn dắt Corinthians, Palmeiras, Verdy Kawasaki, Internacional, Cruzeiro, São Paulo, Portuguesa, Flamengo, Nagoya Grampus Eight, Santos, Kashiwa Reysol và Vissel Kobe.